# GetsuFumaDen: Undying Moon
『GetsuFumaDen: Undying Moon』（ゲツフウマデン アンダイング ムーン）は、コナミデジタルエンタテインメントと株式会社ぐるぐるが開発しコナミデジタルエンタテインメントより発売されたサイドビューのローグライクアクションゲーム。

## 概要
1987年7月7日発売のファミリーコンピュータ用ソフト『月風魔伝』から34年7か月ぶりの新作として発売された。これまでのコナミの作品で『月風魔伝』の要素が用いられることは度々あったが（「月風魔伝#関連項目」を参照）続編の制作は本作が初めてで、また、前作は日本のみの発売だったが本作は海外向けにもリリースされている。
物語は前作から千年後が舞台で、前作の主人公・月風魔を初代とする月氏（げつし）一族の二七代目当主である同名の月風魔が本作の主人公となる。前作で地獄の魔王・龍骨鬼が封じられて以降、月氏は地獄を代々監視し続けてきたが、千年ぶりに龍骨鬼が復活し地獄から魑魅魍魎が押し寄せたことで此岸（現世）が終焉の危機を迎えたため、元凶を断つべく当代の月風魔が地獄へ下る。なお、これ以降の記述では、本作主人公を「月風魔」、前作主人公を「初代月風魔」と区別する。
前作のゲームジャンルはアクションRPGだったが、本作は、プレイごとに構造が変わる広大なステージを探索するローグヴァニア要素に、強力なアイテムの収集を目指すハックアンドスラッシュ要素を組み合わせ、敵との戦いでは剣戟のように間合いや拍子を意識したアクションが展開される。また、本作のグラフィックは浮世絵風のタッチで描かれており、コナミはこれらを総合して「浮世絵風ローグライク剣戟アクション」と称している。
本作の発売前には、Steamでの早期アクセスを2021年5月14日より実施しており、これはコナミにとって初の試みとなる。早期アクセス版の購入者には、設定画像を収録した「デジタルアートブック」、作品内の一部楽曲を収録した「オリジナルminiサウンドトラック」、『月風魔伝』の移植版が特典として提供された。これらの特典は、通常の製品版と同時発売された「デジタルデラックスエディション」向けにも提供されている。

## システム
前述のように各ステージの構造はプレイごとに変化し、敵を倒したり宝箱を開けたりして手に入る装備品の種類や強さもランダムとなっている。ゴール地点の鳥居の先にいるボスを撃破すればステージクリアとなり、クリア直後に訪れる「月氏の野営」で、次のステージに進むか、または手持ちのアイテム（装備品以外）を持って拠点の「月氏の館」に戻るかを選択する。第2、3、4ステージでは2つのステージのいずれかを選択して進むことになるが、最初の時点では片方しか選べず、道中の宝箱から鍵を入手することでもう片方が解禁される。一方、道中で体力が尽きて死亡すると、手持ちのアイテムを失い月氏の館で転生してゲームが再開される。
基本アクションとして、装備品での攻撃、2段ジャンプ、前転での回避がある。ダメージを受けずに敵への攻撃を当て続けると「鬼人化」状態となり、攻撃力や移動速度などが最大3段階まで上昇する。鬼人化状態でダメージを受けると元の状態に戻る。このほか、特殊アクションとして、攻撃で敵のバランスを崩したり背後から不意打ちしたりした際に発動する一撃必殺技「殺」や、敵の攻撃が当たる瞬間にこちらの攻撃を当てると発動するカウンター技「閃」などがある。
装備品として「主武器」と「副装備」をそれぞれ2種類ずつ所持できる。主武器は通常の近接攻撃のほかに武器種ごとの固有アクションが存在する。一方、主に間接攻撃を行う副装備は使用回数に制限があり、使い切るとクールタイムが終了するまで再使用できない。道中の店などで通貨の「金子」とアイテムの「魂の記憶」を一定数消費すると装備品の「段位」を上昇させて強化できる。また、道中で装備品の「図面」を入手し特定の素材を一定数揃えると新たな装備品が道中の宝箱から手に入るようになる。このほか、体力の回復薬をはじめから一定数所持している。
ステージ内で「魂」を入手するごとに画面下の「吸魂カウンター」の項目が移行する。カウンターには「主武器強化」「副装備強化」「生命力増強」「回復薬+1」の4項目があり、「吸魂」を実行すると該当項目の強化を行うことができる。なお、このシステムは、本作と同じくコナミが発売したグラディウスシリーズにおけるパワーメーターのシステムを基にしている。
月氏の館と月氏の野営では、各種ステータスを永続的に強化できる「鍛錬」と様々な特殊能力を永続的に付与する「秘伝」を行うことができる。実行するには、それぞれに対応する「精体鉱」が一定数必要で、「武具伝書」の入手により強化や付与の対象項目が追加される。
ゲーム開始時点の難易度設定は、最低難易度の「修練者」と通常難易度の「凡人」の2種類だが、「凡人」のクリア後に高難易度の「強者」が追加され、以降、「強者」のクリア後に「熟練者」が、「熟練者」のクリア後に「求道者」が追加される。難易度の変更は月氏の館で行う。

## 登場キャラクター

### 操作キャラクター
月風魔（げつ ふうま）
声 - 小松昌平
主人公。月氏二七代目当主。勇猛果敢な人物として知られる。
月氏の当主としての責務を果たすべく地獄へ赴き、元凶の撃破を目指す。地獄の異変と前後して、自身の兄が行方不明となっている。
月蓮華（げつ れんげ）
声 - 嶋村侑
月氏二一代目当主。月氏いちのくノ一と誉れ高い。
その器量の良さで人々を魅了する存在だったが、地獄へ向かったきり消息が途絶え、のちに地獄で永年にわたり魂が囚われた状態となる。
ゲーム開始当初の操作キャラクターは月風魔のみだが、ステージクリア後に次のステージを選択した際に時折発生する「乱入」で月蓮華との対決が行われ、これに勝利すると、月氏の館で月蓮華を選択できるようになる。なお、その後の冒険で再び乱入が発生した際には、月蓮華の姿をした「蓮華の残滓」との対決が行われる。

### ボスキャラクター
龍骨鬼（りゅうこつき）
第1ステージ「辺獄の忌地」のボス。骨をむき出しにした巨大な怪物。前作『月風魔伝』では最終ボスとして登場した。
初代月風魔により封印されていたが、千年の時を経て蘇り、同時に地獄から魑魅魍魎が溢れ始める。
大きな手の突き出しや地面への叩きつけ、青い炎の吐き出し、複数のどくろを仕向ける攻撃を行う。なお、『月風魔伝』では二足歩行していたが、本作では崖下から上半身のみを覗かせ、その場を動かない。
大百足（おおむかで）
第2ステージの1つ「業火の断崖」のボス。巨大なムカデの怪物。
小さなムカデに魑魅魍魎が宿り、死骸を貪り続ける中で巨大化した。
戦場を横切る突進攻撃や当たると毒状態になる弾の吐き出しなどを行い、行動後には一定時間地中に潜って身を隠す。
五頭龍（ごずりゅう）
第2ステージの1つ「荒波の大洞」のボス。5本の首を持つ水龍。ステージの道中でも背景から追尾弾を放って攻撃してくる。
かつては自然の象徴と謳われる霊蛇だったが、その魂が地獄の海に囚われたことで魑魅魍魎と化した。
道中と同様の追尾弾を放つ攻撃のほか、水平方向への水の噴射や大波を発生させる攻撃などを行う。戦場は、中央の狭い足場の両側に小舟が2艘ずつ水面に浮かんでいるという構成で、水中に落下するとダメージを受ける。
双天鬼（そうてんき）
第3ステージの1つ「雲霞の双峰」のボス。雷を操る「雷鬼（らいき）」と風を操る「風鬼（ふうき）」の双子の鬼。
元は獄卒だったが、その残忍さと強靭な力から地獄の高峰へと追放された。
名前の通り、雷鬼は雷撃を、風鬼は突風を用いた攻撃を行う。2体同時に攻撃を仕掛けてくることもある。
九尾狐狸（きゅうびこり）
第3ステージの1つ「無窮の雪原」のボス。9本の尻尾を持つ巨大な妖狐。
かつては信仰の対象となる霊狐だったが、信心が失われたことで地獄に身を堕とした。
画面上部に位置し、尻尾を用いた叩きつけと突き刺し、および氷を降らせる攻撃を行う。
土蜘蛛（つちぐも）
第4ステージの1つ「夢幻の遊郭」のボス。巨大な蜘蛛の怪物。
遊郭に棲む蜘蛛に多くの遊女の怨念が憑りついたもので、置屋に潜み獲物を待ち構えている。
画面上部から降下して襲い掛かり、糸を吐いて動きを封じてくる。また、戦場の各所に配置されている敵「芸妓霊」を操って攻撃に加勢させる。
大太郎坊（だいだらぼう）
第4ステージの1つ「亜空の城塞」のボス。城塞をはるかに超える巨躯を持つ石の怪物。ステージの道中でも背景から腕を振り下ろす攻撃を行う。
その昔、地獄に迷い込んだ者が魑魅魍魎に憑りつかれ、理性を失い地を食み続けたことで巨大な体となった。
道中と同様の腕を振り下ろす攻撃のほか、上空から岩を降らせる攻撃では岩の敵「岩小僧」が出現する。戦闘時の画面は通常よりも引いた画角となり、操作キャラクターが小さめに表示される。
月嵐童（げつ らんどう）
声 - 小野塚貴志
第5ステージ「古の戦場跡」のボス。月風魔の兄。このステージではボス戦のみが行われる。
かつて初代月風魔が龍骨鬼を封じる際に用いた霊剣「波動剣」を手にするために地獄を訪れたが、突き立てられた剣を抜けなかった。その失望とともに、長子でありながら当主になれなかったという積年の情念が溢れ、襲い掛かってくる。
剣を用いた突進攻撃や上方に瞬間移動した後の下突き攻撃などを行う。戦闘は、難易度「修練者」を除き2連戦となり、2戦目では常時鬼人化状態が維持される。「修練者」では1戦目に勝利した時点で冒険が終了し、月氏の館に帰還する。
天ツ外主（あまつとす）
第6ステージ「古宮都」に登場する最終ボス。タコのような姿をした巨大な怪物。
空より飛来してきた謎の生命体で、魑魅魍魎が跋扈する地獄には本来ならば存在し得ない。
3本の触手による薙ぎ払い攻撃のほか、別の触手に突き刺さった妖怪の頭部の口から氷塊やレーザーが発射される。

### その他のキャラクター
侍女
月氏の館に居る侍女。月氏一三代目が連れ帰ってきて以降、月氏に代々仕えている。無機質で時折何かの音がすることから、からくり人形だとみられている。

### 未登場のキャラクター
以下の2人は、エンドクレジットのキャスト項目に記載がありデジタルアートブックにはイラストと設定が掲載されているが、ゲーム内に実装されておらず、今後追加されるかどうかも不明。
月荒耶（げつ あらや）
声 - 高口公介（音声未使用）
月氏十代目当主。元僧侶で、怪力の持ち主。
魑魅魍魎に妻子を殺められ、哀惜と憎悪の感情を抱えながら戦っている。
月鴻明（げつ こうめい）
声 - 田丸篤志（音声未使用）
月氏二代目当主。強い霊力を持つことから、以前は陰陽師をしていた。
初代月風魔からの便りがなくなったことを気に掛け、その行方を捜すべく地獄へ向かうが、自身もまた消息が途絶える。

## 開発
本作は2018年頃に企画された。当時のゲーム市場は意欲的なゲーム性のあるインディーゲーム作品が豊富で和風のメジャータイトルも目立っていたが、同時期にコナミで進められていたアクションゲーム制作の話の中で、過去の名作でありながらこれまで続編が作られず海外向けに発売されたことがない『月風魔伝』を取り上げれば驚きやインパクトが強いのではないかと盛り上がり、企画が進められた。その後、コナミは開発会社のぐるぐるに対して『月風魔伝』を現代の技術による和風表現で復活させたいという話を持ち掛けた。ぐるぐるでは以前から和風要素に注目しており、また、もともと『月風魔伝』が好きで、グラフィック表現、サウンド、ゲーム性などが高く評価されていた作品の続編にコンテンツとしての高いポテンシャルを感じたため、企画に参加することを決めた。
地獄をテーマとした本作の浮世絵表現は、凄惨でありながら美しい雰囲気となることを目指しており、浮世絵師の河鍋暁斎の浮世絵を参考にしている。一方、浮世絵表現と視認性を両立させるため、背景のグラフィックは遠景・中景・近景を組み合わせて製作し、絵の構成が破綻しないよう考慮しつつ、キャラクターと同化させない表現の実現に向けて彩度・明度などの調整を繰り返した。
『月風魔伝』ではフィールド移動や3Dダンジョンの要素があり、本作でもそれらを取り入れようかという話が出たこともあったが、何度も繰り返しプレイするローグライクアクションというジャンルとの相性や、前作のリマスターではなく新規作品として作るという目的から、採用を見送っている。